# Robert Hunter
Robert Hunter (Johannesburg, 22 d'abril de 1977) és un ciclista sud-africà, ja retirat, que fou professional des del 1999 fins al 2013.
Fou el primer sud-africà en disputar Tour de França. Els seus èxits esportius més destacats són dues victòries d'etapa a la Volta a Espanya, una el 1999 i una altra el 2001; i una al Tour de França del 2007.

## Palmarès
- 1998
  - Vencedor d'una etapa del Giro de les Regions
- 1999
  - Vencedor d'una etapa a la Volta a Espanya
  - 1r al 94.7 Cycle Challenge
- 2000
  -  Campió de Sud-àfrica en contrarellotge
  - Vencedor de 2 etapes de la Volta als Països Baixos
  - Vencedor d'una etapa de la Rapport Toer
- 2001
  - 1r al Tour Beneden-Maas
  - Vencedor d'una etapa a la Volta a Espanya
- 2002
  - Vencedor d'una etapa a la Volta a Polònia
  - Vencedor de 2 etapes del Tour de Langkawi
- 2004
  - 1r al Tour de Qatar i vencedor de 2 etapes
  - Vencedor de 2 etapes de la Volta a Suïssa
  - Vencedor de 2 etapes de l'Uniqa Classic
  - Vencedor d'una etapa del Sachsen-Tour
- 2005
  - 1r al Gran Premi de Doha
  - Vencedor d'una etapa del Tour del Mediterrani
  - Vencedor d'una etapa de la Setmana Catalana
  - Vencedor d'una etapa del Tour of Georgia
- 2006
  - Campió d'Àfrica de contrarellotge individual
  - 1r a l'Amashova National Classic
- 2007
  - 1r a la Volta ao Distrito de Santarém i vencedor d'una etapa
  - 1r al Tour de Picardia i vencedor d'una etapa
  - Vencedor d'una etpaa al Tour de França
  - Vencedor d'una etapa del Giro del Capo
- 2008
  - Vencedor de 2 proves a la Intaka Tech Worlds View Challenge
  - Vencedor d'una etapa del Grande Prémio Internacional CTT Correios de Portugal
- 2009
  - Vencedor d'una etapa del Tour del Mediterrani
  - Vencedor d'una etapa del Giro del Capo. Challenge 1
  - Vencedor d'una etapa del Giro del Trentino
- 2010
  - Vencedor de 2 etapes a la Volta a Múrcia
- 2011
  - 1r al Tour de Mumbai II
  - Vencedor d'una etapa de la Volta a Àustria
- 2012
  -  Campió de Sud-àfrica en ruta
- 2013
  - 1r al Mzansi Tour i vencedor d'una etapa

### Resultats al Tour de França
- 2001. Abandona (13a etapa)
- 2002. 97è de la classificació general
- 2003. Abandona (14a etapa)
- 2005. Abandona (12a etapa)
- 2006. Fora de control (19a etapa)
- 2007. 118è de la classificació general. Vencedor d'una etapa
- 2008. 107è de la classificació general
- 2010. No surt (11a etapa)
- 2012. No surt (7a etapa)

### Resultats a la Volta a Espanya
- 1999. 72è de la classificació general. Vencedor d'una etapa
- 2001. 118è de la classificació general. Vencedor d'una etapa
- 2004. Abandona (9a etapa)

### Resultats al Giro d'Itàlia
- 2002. Abandona (6a etapa)
- 2009. 154è de la classificació general
- 2011. No surt (15a etapa)
- 2012. Exclòs (20a etapa)
- 2013. 141è de la classificació general